# Jöhstadt
Jöhstadt est une ville de Saxe (Allemagne), située dans l'arrondissement des Monts-Métallifères, dans le district de Chemnitz.

## Jumelages
- Olsberg (Allemagne)
- Velden (Moyenne-Franconie) (Allemagne)